# Triancyra olivimacularis
Triancyra olivimacularis är en stekelart som beskrevs av Wang och Hu 1992. Triancyra olivimacularis ingår i släktet Triancyra och familjen brokparasitsteklar. Inga underarter finns listade i Catalogue of Life.